# 権丈太郎
権丈 太郎（けんじょう たろう、1986年1月9日 - ）は、日本のラグビー指導者。現在ジャパンラグビーリーグワン清水建設江東ブルーシャークスのFWコーチ。

## プロフィール
- 福岡県出身[1]。
- ポジションはロック(LO)、フランカー(FL)。
- 身長 185cm、体重 100kg
- ニックネームはタロウ、KJ。
- U19日本代表[2]やU23日本代表[3]に選ばれたことがある。

## 経歴
つくしヤングラガーズでラグビーを始めた。
2004年、筑紫高校卒業後、早稲田大学に入学。なお筑紫高校時代、強豪東福岡高校の前に花園出場はならなかったが、3年時には高校日本代表、U19日本代表に選出された。
2007年、早稲田大学ラグビー蹴球部の主将に就任し、大学選手権優勝を果たした。
2008年、早稲田大学卒業後、NECグリーンロケッツ(現・NECグリーンロケッツ東葛)へ入団。同年10月10日に行われたジャパンラグビートップリーグ第4節のクボタスピアーズ戦に途中出場で公式戦初出場を果たす。
2018年度をもってNECグリーンロケッツを退団し引退。
2019年4月より、早稲田大学ラグビー蹴球部のアシスタントコーチに就任。
2022年4月より、NECグリーンロケッツ東葛のコーチに就任。
2024年7月より、清水建設江東ブルーシャークスのFWコーチに就任。